# Fehértó
Fehértó je obec v Maďarsku v župě Győr-Moson-Sopron, spadající pod okres Győr. Nachází se asi 8 km jihozápadně od Lébény, 14 km severovýchodně od Csorny a asi 26 km západně od Győru. V roce 2015 zde žilo 481 obyvatel. Dle údajů z roku 2011 tvoří 88 % obyvatelstva Maďaři a 3,3 % Němci, přičemž 11,5 % obyvatel se ke své národnosti nevyjádřilo. Název znamená bílé jezero, jelikož se severně od obce nachází jezero Fehér-tó.
První písemná zmínka o obci pochází z roku 1368. Před rokem 2014 byla obec součástí původního okresu Csorna. Nachází se zde katolický kostel Zvěstování Panny Marie (Gyümölcsoltó Boldogasszony templom). Obcí prochází vedlejší silnice 8503.

## Sousední obce
| Růžice kompasu | Tárnokréti    |         |               | Růžice kompasu |
| Růžice kompasu | Markotabödöge | Sever   | Győrsövényház | Růžice kompasu |
| Růžice kompasu | Markotabödöge | Fehértó | Győrsövényház | Růžice kompasu |
| Růžice kompasu | Markotabödöge | Jih     | Győrsövényház | Růžice kompasu |
| Růžice kompasu | Kóny          |         |               | Růžice kompasu |